# Bernard Pietrzak
Bernard Pietrzak (ur. 1 sierpnia 1924 w Brzózce koło Częstochowy, zm. 23 maja 1978 w Łodzi)  – polski kompozytor, organista, chórmistrz i pedagog.

## Życiorys
W 1952 ukończył studia w Państwowej Wyższej Szkole Muzycznej w Łodzi w klasie organów Jana Kucharskiego i Tadeusza Paciorkiewicza. Następnie w latach 1952–1958 na tej samej uczelni studiował kompozycję pod kierunkiem Kazimierza Sikorskiego .
Od 1957 aż do końca swojego życia był wykładowcą przedmiotów teoretycznych i improwizacji w Akademii Muzycznej w Łodzi prowadząc obok zajęć dydaktycznych również intensywną działalność chórmistrzowską .

## Twórczość
We wczesnym okresie nawiązywał do schönbergowskiego modelu dodekafonii, od którego poprzez swobodną dwunastotonowość (Utwory fortepianowe , 1961) dochodził do webernowskiego strukturalizmu (Asteroeides , 1969) i poliserializmu (Utwór na organy i fortepian , 1962). Obok serialnego nurtu sonorystycznego występującego w jego twórczości, utwory jego cechowały nawiązania do tradycji muzycznej w postaci cytatów i stylizacji chorału gregoriańskiego oraz do powrotu do dawnych modeli formalnych, co jest szczególnie widoczne w kompozycjach orkiestrowych i twórczości organowej .